# Drapeaux en Formule 1
Les drapeaux sont utilisés en Formule 1 pour transmettre des informations aux pilotes. Les commissaires de course les agitent depuis le bord de la piste, abrités derrière les rambardes de sécurité.
Depuis 2010, ils sont doublés de panneaux à LEDs (les « drapeaux électroniques » ou « DigiFlag ») représentant les principaux drapeaux (vert, jaune, jaune + SC ou VSC, rouge, jaune et rouge, bleu), testés en 2008 lors de la première édition du Grand Prix de Singapour qui se déroule de nuit.
En outre, les pilotes ont aussi sur leur volant une LED jaune quand le drapeau jaune est agité afin de servir de rappel.

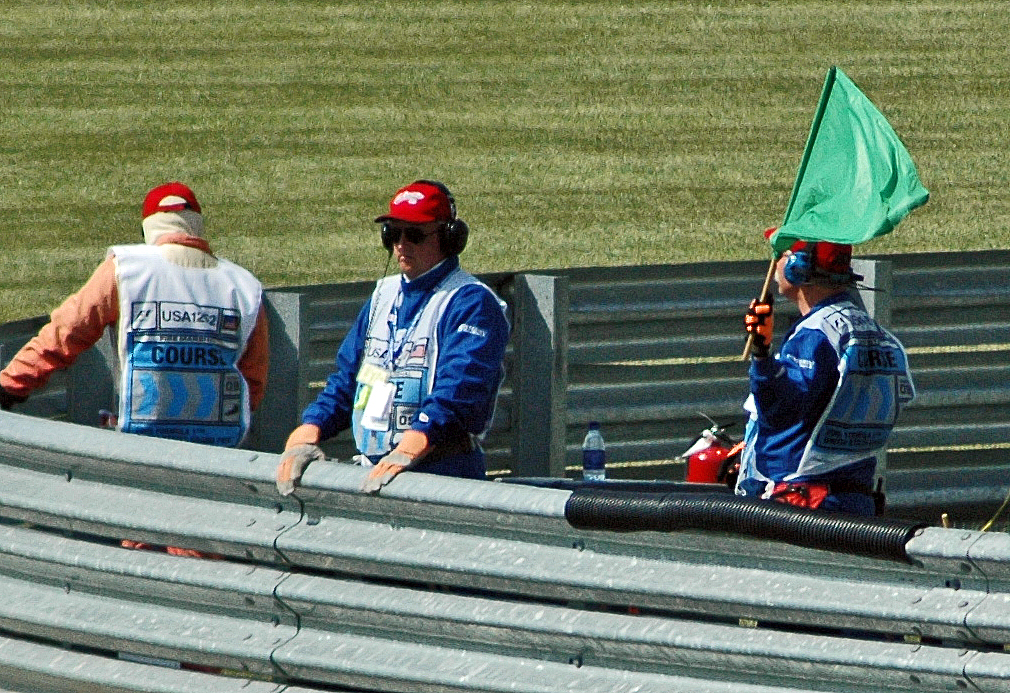
Commissaires de course.
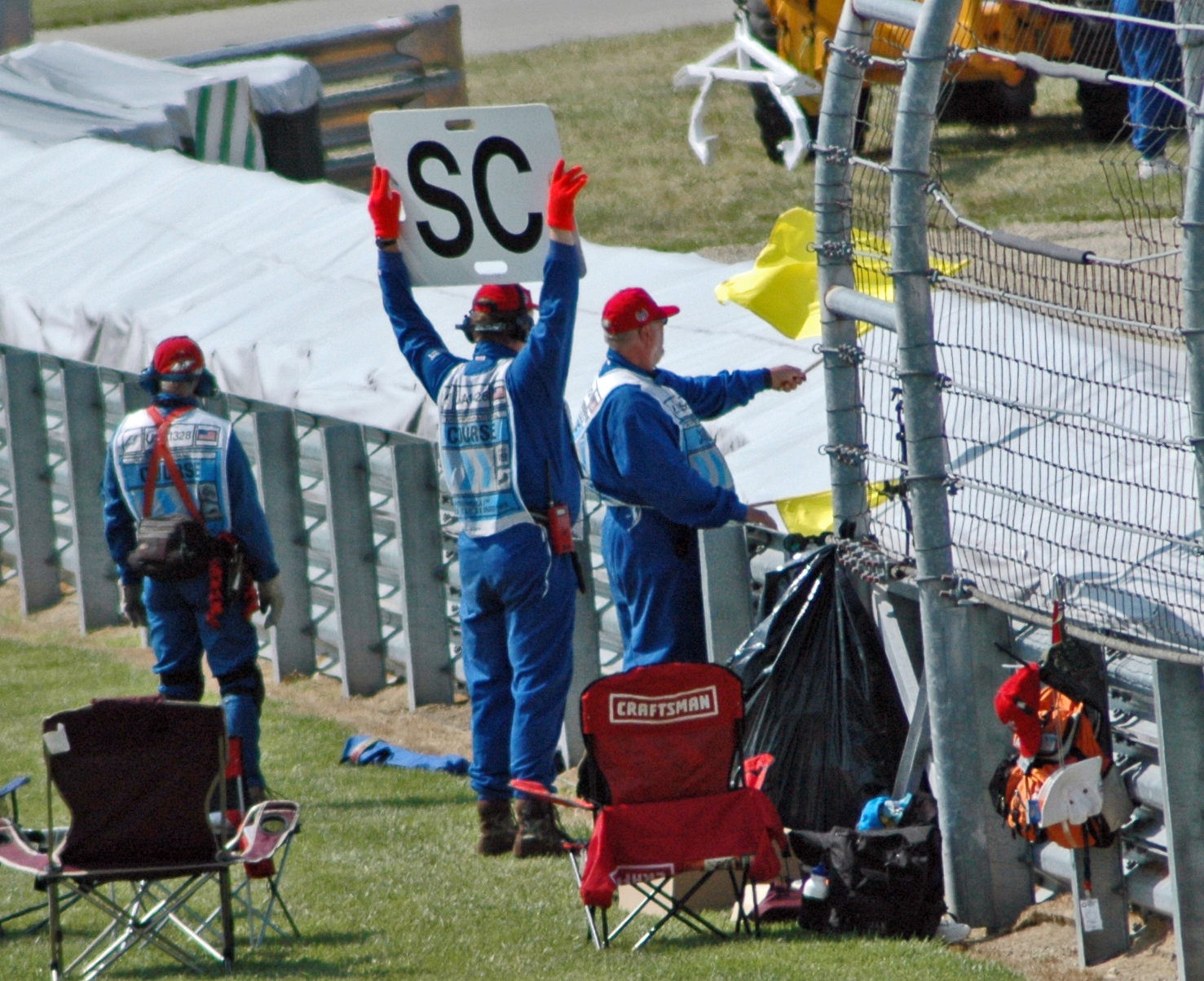
Commissaires indiquant la sortie de la voiture de sécurité.

| Drapeau | Drapeau électronique (agitation représentée par clignotement) | Signification |
| ------- | ------------------------------------------------------------- | --- |
|         |                                                               | Drapeau vert : fin de la zone de danger signalée par le drapeau jaune ou une reprise de la course normale après une voiture de sécurité. Lors de la procédure de départ, un commissaire traverse la piste en brandissant le drapeau entre la dernière ligne et la voiture médicale pour enclencher le processus. Il est agité lors d'une séance d'essais ou de qualifications pour signifier son début. |
|         | ou                                                            | Drapeau jaune : danger et interdiction de dépasser. Un drapeau agité : ralentir. Deux drapeaux agités (pour les Digi Flag, clignotement alterné) : ralentir et se préparer à s'arrêter si nécessaire, la piste pouvant être obstruée (voiture accidentée généralement). Un drapeau jaune peut être accompagné d'une plaque blanche portant les lettres « SC » en noir lorsque la voiture de sécurité est déployée ou « VSC » quand son équivalent dit « virtuel » est déployé. Il peut parfois être présenté fixe lorsqu'une voiture reste arrêtée le long de la piste durant plusieurs tours.                                                |
|         |                                                               | Drapeau rouge : interruption de la course, seulement sur ordre de la direction de course. Les concurrents doivent regagner, à vitesse réduite et sans possibilité de dépasser, la voie des stands ou la grille de départ. |
|         |                                                               | Drapeau bleu : - Agité sur la piste : une voiture ayant un tour d'avance est sur le point de dépasser une voiture attardée. En qualifications, il prévient un pilote en tour lent qu'un pilote en tour chronométré va le dépasser. - Fixe en sortie de stand : il signale une voiture en piste, bien qu'il soit très souvent remplacé par trois feux bleus clignotant placés à côté du feu autorisant ou non la sortie en piste. - Peut être agité pour indiquer un avertissement à laisser passer, sous peine de pénalité. Pour les panneaux lumineux doublant les drapeaux, le numéro du pilote devant laisser passer un autre est indiqué. |
|         |                                                               | Drapeau à bandes rouges et jaunes : changement d'adhérence (souvent huile ou eau sur la piste) ou débris sur la piste,. Il est brandi fixe afin d'éviter tout risque de confusion avec un autre drapeau. |
|         | -                                                             | Rond orange sur fond noir : avec présentation du numéro d'une voiture Avertissement de problème mécanique dangereux sur le véhicule du pilote concerné, celui-ci doit rentrer à son stand. |
|         |                                                               | Drapeau noir et blanc : avec présentation du numéro d'une voiture Avertissement pour conduite antisportive. Si le pilote se voit présenter un second drapeau noir et blanc, un drapeau noir sera présenté. |
|         | -                                                             | Drapeau noir : avec présentation du numéro d'une voiture Disqualification du pilote concerné. |
|         |                                                               | Drapeau blanc : présence sur la piste des secours, d'un véhicule lent ou d'un véhicule d'intervention. Les dépassements restent autorisés. |
|         |                                                               | Drapeau à damier : arrivée de la course ou fin de séance d'essai ou de qualification. Il n'est pas rare qu'une célébrité ait l'honneur de l'agiter. |